# Лунная ночь (картина Крамского)
«Лу́нная ночь» — картина русского художника Ивана Крамского (1837—1887), написанная в 1880 году. Она является частью собрания Государственной Третьяковской галереи (инв. 676). Размер картины — 178,8 × 135,2 см.
Во время работы над картиной автор также использовал названия «Старые тополя» и «Волшебная ночь», а на первых выставках картина была представлена под названием «Ночь».

## История
Крамской начал работу над «Лунной ночью» в 1879 году. Картина была представлена на 8-й выставке Товарищества передвижных художественных выставок («передвижников») в Санкт-Петербурге в 1880 году.
В 1880 году картина была приобретена у автора Сергеем Третьяковым и стала частью его коллекции. В 1892 году, после смерти Сергея Третьякова, по его завещанию она была передана в Третьяковскую галерею.

## Описание
Картина «Лунная ночь» считается одним из самых лирических полотен Крамского. На ней изображена женщина в белом платье, сидящая на скамье под деревьями при лунном свете.
В одной из ранних версий моделью для образа женщины была Анна Ивановна Попова (1860—1942), будущая жена Дмитрия Менделеева. Для окончательной версии картины художнику позировала вторая жена Сергея Третьякова — Елена Андреевна Третьякова (урождённая Матвеева).

## Отзывы
Искусствовед Татьяна Курочкина в своей книге о Крамском писала, что в этой картине художник «стремился к созданию поэтического образа волшебной лунной ночи, гармонического единения человека и природы, к раскрытию таинственного очарования лунного света, пробуждающего грёзы в душе юной мечтательницы, задумчиво сидящей на скамье старинного парка». Вместе с тем она отмечала, что Крамскому «не удалось избежать налета некоторой искусственной театральности».